# 電気機器関連の業界団体の一覧
電気機器関連の業界団体の一覧（でんきききかんれんのぎょうかいだんたいのいちらん）を示す。
電気機器製造業者の親睦などを目的とする団体、技術向上などを行う団体など、多岐にわたる。

## 業界団体一覧
- 電気事業連合会
- 電池工業会
- 日本アマチュア無線機器工業会
- 日本自動販売システム機械工業会
- 日本電機工業会
- 日本電気制御機器工業会
- 日本分析機器工業会
- 日本冷凍空調工業会
- 日本電化協会
- 家電製品協会
- 日本電子材料工業会
- 全国電機商業組合連合会
- 日本照明器具工業会
- 全国照明器具協同組合連合会
- 日本配電制御システム工業会
- ソーラーシステム振興協会